# Тим'ян (приправа)
Тим'я́н (англ. Thyme [taɪm]), або чебре́ць — пряне зілля (висушені надземні частини) деяких видів роду чебрець, ароматичних багаторічних рослин родини глухокропивових. Чебрець є родичем материнки. Тим'ян має кулінарне, лікувальне та декоративне застосування, а вид, який найчастіше вирощують і використовують в кулінарних цілях, — чебрець садовий.

## Історія

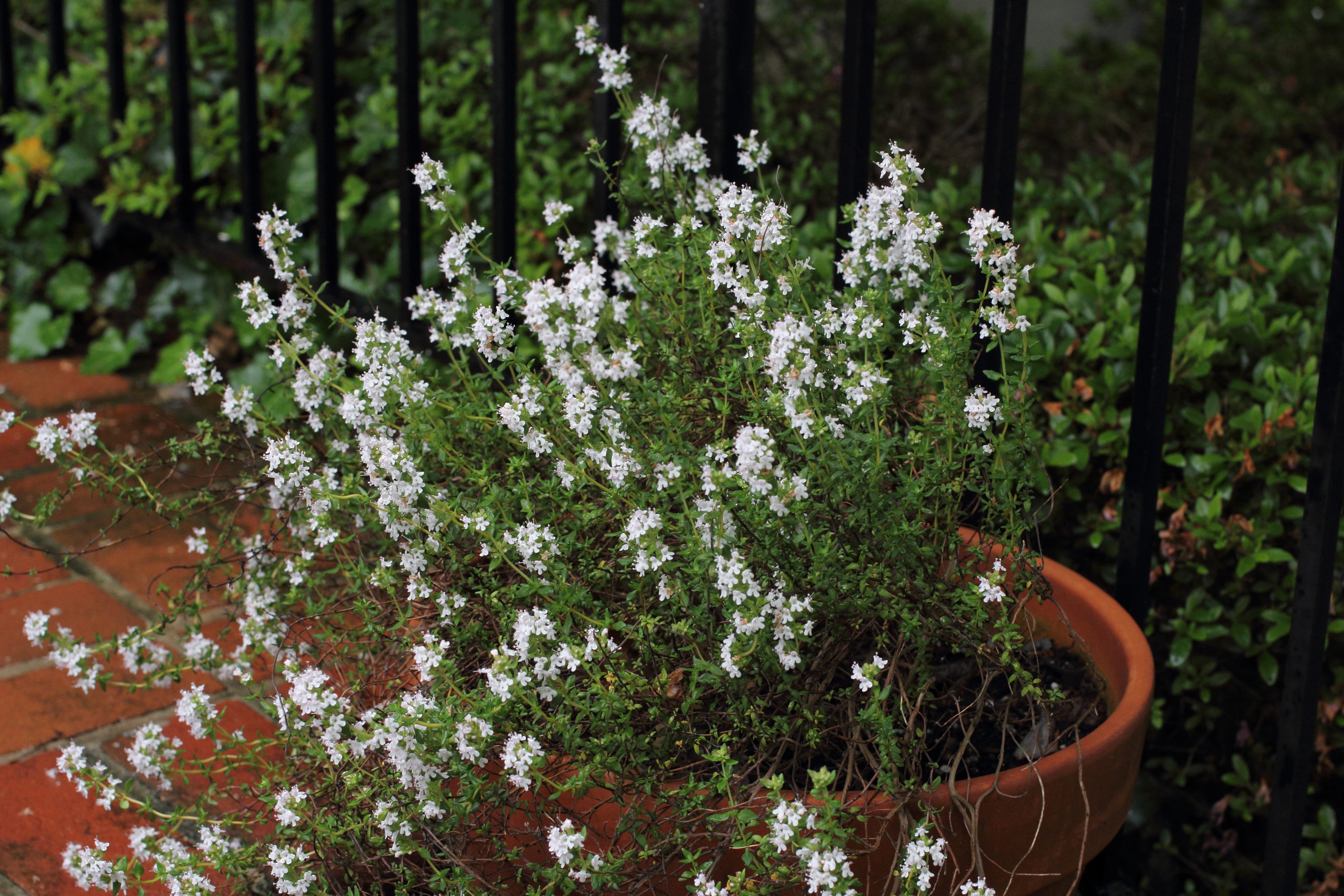
Цвітіння чебрецю

Чебрець поширений у середземноморському регіоні. Дикий чебрець росте в Леванті, де його, можливо, вперше почали культивувати. Стародавні єгиптяни використовували чебрець для бальзамування. Стародавні греки використовували його у своїх лазнях і спалювали як ладан у своїх храмах, вважаючи, що це джерело мужності. Вважалося, що чебрець поширився по всій Європі завдяки римлянам, які використовували його для очищення кімнат і «надання ароматного смаку сиру та лікерам». У європейське Середньовіччя траву клали під подушку, щоб допомогти спати та відлякати кошмари. У цей період жінки також часто дарували лицарям і воїнам подарунки, які включали листя чебрецю, оскільки вважалося, що це надає хоробрості тому, хто його носить. Чебрець також використовували як пахощі і клали на труни під час похорону, оскільки вважали, що він мав забезпечити перехід у наступне життя.
Назва роду риб Thymallus, вперше дана харіусу (T. thymallus, описаний у виданні «10-е видання Systema Naturae» 1758 року шведським зоологом Карлом Ліннеєм), походить від слабкого запаху чебрецю, який виходить від м'яса.

## Культивування
Чебрець найкраще вирощувати в жаркому сонячному місці з добре дренованим ґрунтом. Зазвичай його садять навесні, а потім вирощують як багаторічник. Його можна розмножувати насінням, живцями або діленням укорінених частин рослини. Добре переносить посуху. Рослина може витримувати глибоке заморожування і росте в дикому вигляді в гірських районах. Добре росте на сухих схилах і розмножується живцями. Після цвітіння його можна обрізати, щоб він не здерев'янів.

## Аромакомпоненти

Основним ароматичним компонентом чебрецю є тимол.

Газохроматографічний аналіз показує, що найпоширенішим летким компонентом листя чебрецю є тимол 8,55 мг/г. Іншими компонентами є карвакрол, ліналоол, α-терпінеол і 1,8-цинеол. Деякі з них також містяться в базиліку. Деякі виявляють антиоксидантні властивості.

## Використання в кулінарії

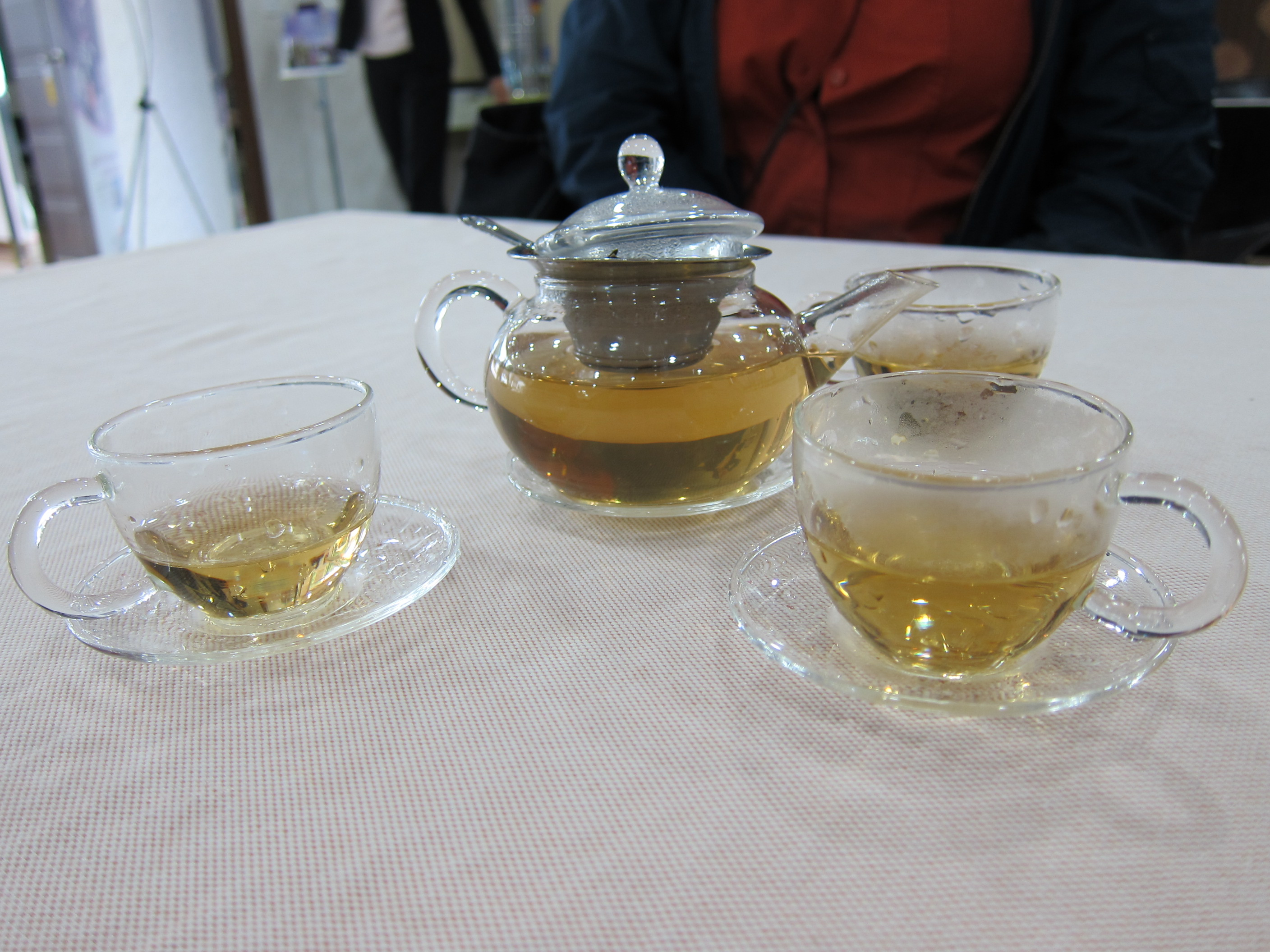
Seombaengnihyang-cha (чай з чебрецю Ulleungdo)

У деяких країнах Левантії та Ассирії приправа заатар (za'atar арабською як чебрець, так і майоран) містить багато ефірних олій, які містяться в чебреці. Чебрець є поширеним компонентом букета гарні та прованських трав.
Чебрець продають як свіжим, так і сушеним. На відміну від літньо-сезонного, свіжий тепличний чебрець часто доступний цілий рік. Свіжа зелень більш ароматна, але і менш зручна; термін її зберігання рідко перевищує тиждень. Однак свіже зілля може зберігатися багато місяців, якщо його ретельно заморозити.
Свіжий чебрець зазвичай продається в пучках «гілочок». «Гілочка» — це одне стебло, відрізане від рослини. Вона складається з деревного стебла з парними листками і квітами, розташованими на відстані 10-25 мм один від одного. У рецептах тим'ян може вимірюватись пучком (або його частиною), або гілочкою, або столовою чи чайною ложкою. Сушений чебрець широко використовується у Вірменії в тисанах (називається urc).
Залежно від того, як його використовують у страві, можна використовувати цілу гілочку (наприклад, у букеті гарні) або видалити листя та викинути стебла. Зазвичай, коли в рецепті вказується «пучок» або «гілочка», це означає всю форму; коли вказано ложки, це означає листя. Цілком допустимо замінити сушений чебрець замість цілого.
Листя можна видалити зі стебел, зішкрібаючи тильною стороною ножа, або протягуючи пагінці між пальцями чи зубцями виделки.
Чебрець зберігає свій смак при висушуванні краще, ніж багато інших трав.

## Антимікробні властивості

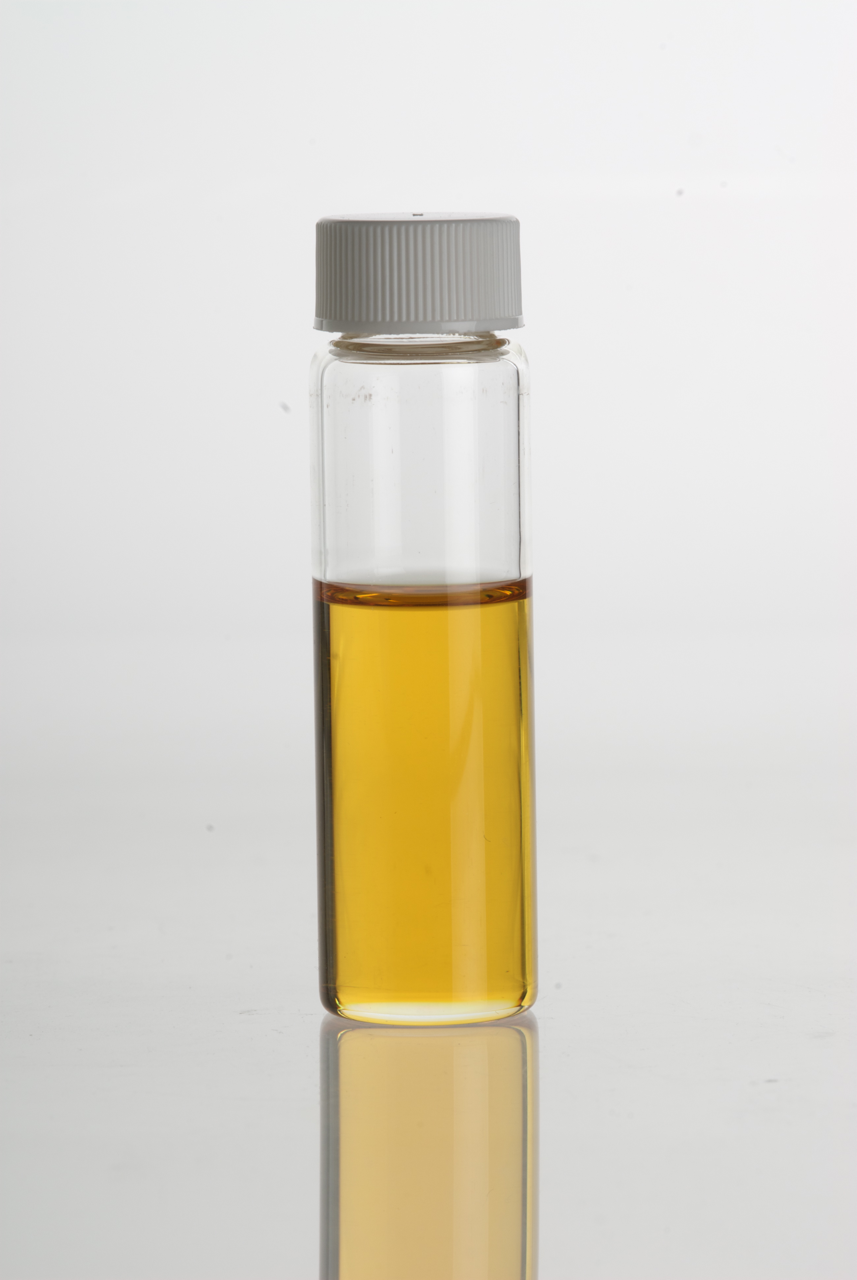
Ефірна олія чебрецю (Thymus vulgaris).

Олія чебрецю, ефірна олія чебрецю звичайного (Thymus vulgaris), містить 20–54 % тимолу. Ефірна олія чебрецю також містить ряд додаткових сполук, таких як p-цимен, мірцен, борнеол і ліналоол. Тимол, антисептик, є активним інгредієнтом у різноманітних комерційно вироблених рідинах для полоскання рота, таких як Listerine До появи сучасних антибіотиків олія чебрецю використовувалася для лікування пов'язок.

## Важливі види та сорти

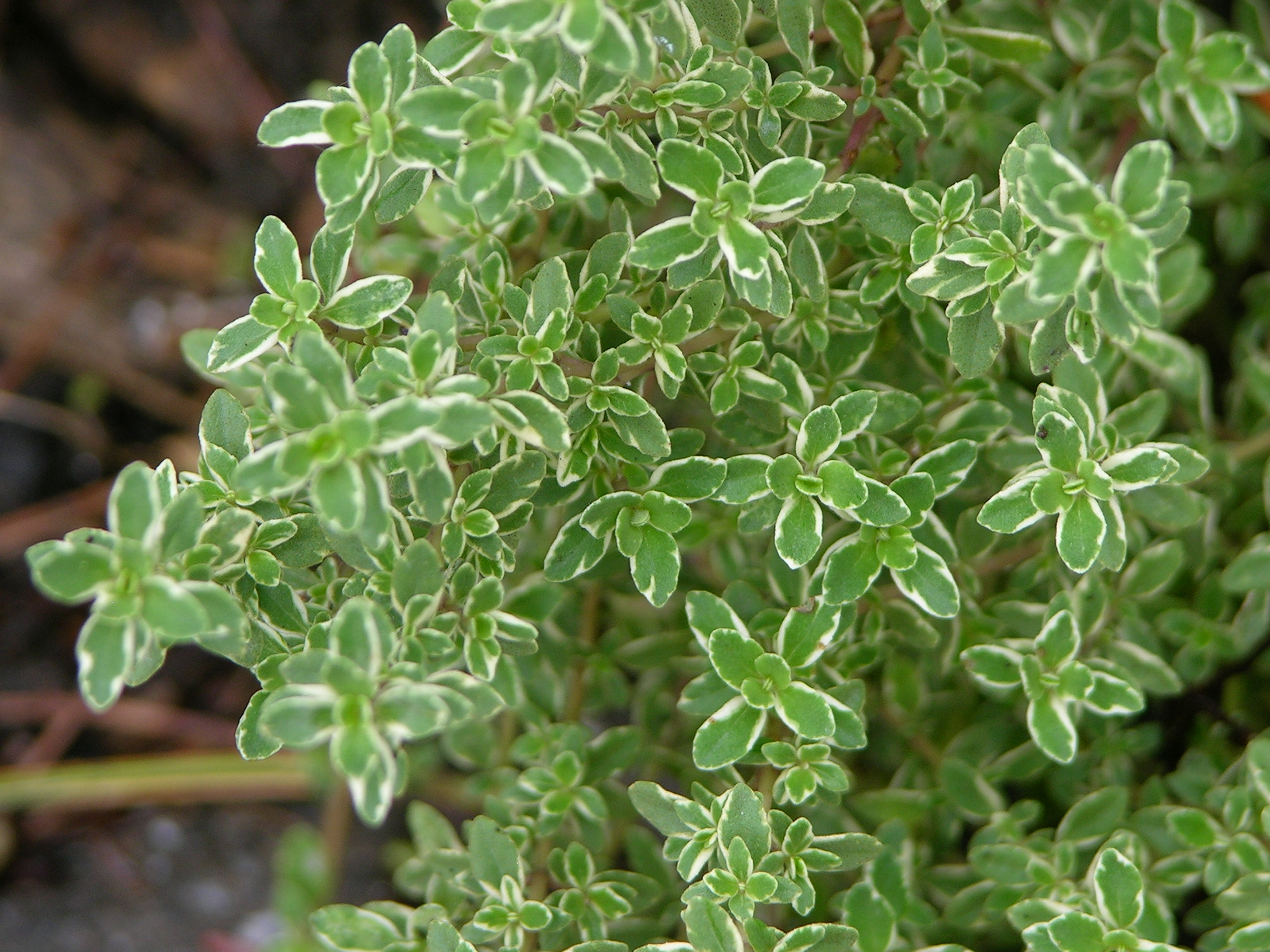
Чебрець лимонний строкатий.

- Thymus citriodorus — різноманітні лимонні чебреці, апельсинові чебреці, лаймовий чебрець
- Thymus herba-barona (чебрець кминний) використовується і як кулінарна трава, і як грунтопокривна рослина, і має дуже сильний аромат кмину завдяки хімічній речовині карвону .
- Thymus praecox (материнка чебрецю, дикий чебрець), культивується як декоративна рослина.
- Thymus serpyllum (чебрець дикий, чебрець повзучий) є важливим джерелом нектару для медоносних бджіл. Усі види чебрецю є джерелами нектару, але дикий чебрець покриває великі території посушливих, кам'янистих ґрунтів у південній Європі (як Греція, так і Мальта особливо відомі медом із дикого чебрецю) та Північній Африці, а також у подібних ландшафтах у Беркширі та горах Катскілл північно-східної частини США. Найнижче зростаючий з широко використовуваного чебрецю добре підходить для доріжок. Це також важлива кормова рослина для гусениць великих і звичайних синіх метеликів.[18]
- Thymus vulgaris (чебрець звичайний, англійський чебрець, літній чебрець, зимовий чебрець, французький чебрець[19] або садовий чебрець)[20] — широко використовувана кулінарна трава . Він також має медичне застосування. Чебрець звичайний — це середземноморська багаторічна рослина, яка найкраще підходить для добре дренованих ґрунтів і повного сонця.